# Rudé Právo Cup
Das Turnier um den Pokal der Rudé Právo (tschechisch: Pohár Rudého práva) war ein 1977, 1978 und 1979 sowie 1981/82 und 1982/83 ausgetragenes Eishockeyturnier der besten europäischen Eishockeynationalmannschaften. Im ersten Jahr der Austragung nahm eine Vertretung aus den Vereinigten Staaten teil. Der Wettbewerb wurde um den Preis der tschechischen Tageszeitung der Kommunistischen Partei der Tschechoslowakei, Rudé právo, ausgespielt. Der Preis war ein gläserner Wanderpokal. Alle fünf Austragungen wurden von der Mannschaft der Sowjetunion gewonnen, die nur im ersten Jahr ein einziges Spiel gegen die Mannschaft aus der ČSSR verlor, die wiederum stets Zweiter wurde.

## Übersicht
| Jahr    | Goldmedaille | Silbermedaille   | Bronzemedaille      | weitere Plätze        |
| ------- | ------------ | ---------------- | ------------------- | --------------------- |
| 1977    | Sowjetunion  | Tschechoslowakei | Cincinnati Stingers |                       |
| 1978    | Sowjetunion  | Tschechoslowakei |                     |                       |
| 1979    | Sowjetunion  | Tschechoslowakei | Schweden            | 4. Kanada 5. Finnland |
| 1981/82 | Sowjetunion  | Tschechoslowakei | Schweden            | 4. Finnland           |
| 1982/83 | Sowjetunion  | Tschechoslowakei | Schweden            | 4. Finnland           |

## 1977
Das erste Turnier um den Pokal der Rudé Právo wurde 1977 vom 17. bis 21. September komplett im tschechischen Prag ausgetragen. Die Spiele wurden zumindest zum Teil im tschechischen Fernsehen übertragen.
Neben den Mannschaften der Sowjetunion und der ČSSR nahmen die Cincinnati Stingers aus der nordamerikanischen WHA teil.
Der Trainer der Cincinnati Stingers, Jacques Demers, sagte später, „das Turnier wäre für seine Mannschaft reine Zeitverschwendung gewesen. Nach nur sechs Tagen Trainingslager sei diese Konkurrenz zu groß gewesen.“ Nach den Spielen in Prag spielten die Stingers drei Spiele in Finnland, die Demers für nützlicher hielt: „Die Mannschaft hätte zuerst nach Finnland gehen sollen, und dann sehen, ob man im Rudé Právo Cup bestehen könne.“

### Spiele
| 16. September 1977 19:30 Uhr | UdSSR Wladimir Schadrin (2) Boris Michailow (2) Alexander Woltschkow (2) Sergei Kapustin (2) Wiktor Schluktow Waleri Charlamow Alexander Jakuschew | 11:4 (4:2, 4:1, 3:1) | Cincinnati Stingers Dennis Abgrall (2) Jacques Locas Serge Beaudoin | Sportoví hala ČSTV, Prag Zuschauer: 7.000 |

| 17. September 1977 19:30 Uhr | Tschechoslowakei Bohuslav Ebermann (2) Milan Nový (2) Ivan Hlinka (2) František Černík Vladimír Martinec | 8:2 (2:0, 1:0, 5:2) | Cincinnati Stingers Jacques Locas Richard Leduc | Sportoví hala ČSTV, Prag Zuschauer: 13.000 |

| 18. September 1977 19:30 Uhr | UdSSR Boris Michailow (2) Helmuts Balderis Wladimir Petrow | 4:1 (1:0, 2:1, 1:0) | Tschechoslowakei Jiří Bubla | Sportoví hala ČSTV, Prag Zuschauer: 14.000 (ausverkauft) |

| 19. September 1977 19:30 Uhr | UdSSR Boris Michailow Wladimir Petrow Waleri Charlamow Helmuts Balderis Wladimir Luttschenko | 5:2 (2:2, 2:0, 3:0) | Cincinnati Stingers Gene Sobchuk Richard Leduc | Sportoví hala ČSTV, Prag Zuschauer: 04.000 |

| 20. September 1977 16:30 Uhr | Tschechoslowakei Milan Nový (2) František Kaberle (2) Jaroslav Pouzar (2) Marián Šťastný Peter Šťastný Jan Zajíček Milan Kajkl Pavel Richter Vladimír Martinec | 12:3 (1:2, 6:0, 5:1) | Cincinnati Stingers Richard Leduc (2) Dennis Abgrall | Sportoví hala ČSTV, Prag Zuschauer: 13.000 |

| 21. September 1977 16:30 Uhr | Tschechoslowakei Jaroslav Pouzar František Černík Bohuslav Ebermann Miroslav Dvořák Ivan Hlinka | 5:4 (1:2, 2:1, 2:1) | UdSSR Wladimir Petrow (2) Wladimir Golikow Alexander Jakuschew | Sportoví hala ČSTV, Prag Zuschauer: 14.000 (ausverkauft) |

### Abschlusstabelle
| Platz | Mannschaft          | Spiele | S | U | N | T     | P   |
| ----- | ------------------- | ------ | - | - | - | ----- | --- |
|       | UdSSR               | 4      | 3 | 0 | 1 | 24:12 | 6:2 |
|       | Tschechoslowakei    | 4      | 3 | 0 | 1 | 26:13 | 6:2 |
|       | Cincinnati Stingers | 4      | 0 | 0 | 4 | 11:36 | 0:8 |

## 1978
Das Turnier um den Preis der Zeitung „Rudé Právo“ wurden in diesem Jahr zwischen den Mannschaften der Sowjetunion und der Tschechoslowakei vom 20. bis 23. September in Bratislava, Pardubice und Prag
ausgetragen.
Eine bereits im Vorjahr geäußerte mögliche Teilnahme der Detroit Red Wings kam nicht zustande.

### Spiele
| 19. September 1978 | Tschechoslowakei Pavel Richter Anton Šťastný | 2:8 (1:2, 1:3, 0:3) | UdSSR Sergei Kapustin (2) Helmuts Balderis (2) Michail Schostak Boris Michailow Wladimir Lawrentjew Waleri Charlamow | Zimný štadión Ondreja Nepelu, Bratislava Zuschauer: 11.000 |

| 21. September 1978 | UdSSR Sergei Kapustin (2) Wjatscheslaw Fetissow Wiktor Schluktow Anatoli Malzew | 5:4 (2:1, 2:0, 1:3) | Tschechoslowakei Bohuslav Ebermann (3) Jan Zajíček | Duhová Aréna, Pardubice Zuschauer: 06.500 |

| 23. September 1978 | Tschechoslowakei Jiří Novák (2) Marián Šťastný František Černík | 4:5 (2:0, 0:2, 2:3) | UdSSR Wladimir Petrow (2) Wjatscheslaw Fetissow Anatoli Malzew (2) | Sportovní hala ČSTV, Prag Zuschauer: 10.000 (12.000) |

### Abschlusstabelle
| Platz | Mannschaft       | Spiele | S | U | N | T     | P |
| ----- | ---------------- | ------ | - | - | - | ----- | - |
|       | UdSSR            | 3      | 3 | 0 | 0 | 18:10 | 6 |
|       | Tschechoslowakei | 3      | 0 | 0 | 3 | 10:18 | 0 |

## 1979

### Spiele
| 8. September 1979 | UdSSR Sergei Kapustin Waleri Charlamow Alexander Golikow Sergei Makarow Wassili Perwuchin | 5:3 (1:1, 3:1, 1:1) | Kanada Kevin Primeau Paul MacLean Kevin Maxwell | Sportovní hala Holešovice, Prag Zuschauer: 5.000 |

| 8. September 1979 | Tschechoslowakei Peter Šťastný Jiří Novák Marián Šťastný | 3:0 (1:0, 0:0, 2:0) | Schweden | Sportovní hala Holešovice, Prag Zuschauer: 8.000 |

| 9. September 1979 | UdSSR Wladimir Golikow Helmuts Balderis Boris Michailow Sergei Babinow | 4:1 (1:0, 1:1, 2:0) | Finnland Veli-Matti Ruisma | Sportovní hala Holešovice, Prag |

| 9. September 1979 | Schweden Lennart Norberg (2) | 2:0 (1:0, 1:0, 0:0) | Kanada | Sportovní hala Holešovice, Prag |

| 10. September 1979 | Tschechoslowakei Bohuslav Ebermann (2) Jiří Novák (2) Marián Šťastný Milan Nový | 6:4 (2:0, 1:1, 3:3) | Finnland Tapio Levo Reijo Ruotsalainen Jouni Rinne Markku Kiimalainen | Sportovní hala Holešovice, Prag Zuschauer: 5.000 |

| 11. September 1979 | Schweden Ivan Hansen Mats Näslund | 2:8 (1:1, 0:4, 1:3) | UdSSR Wassili Perwuchin (2) Wiktor Schluktow Wladimir Golikow Alexander Jakuschew Waleri Charlamow Sergei Kapustin Wladimir Petrow | Sportovní hala Holešovice, Prag |

| 11. September 1979 | Tschechoslowakei Jaroslav Lyčka (2) Peter Ihnačák (2) Milan Nový Jiří Novák František Černík Josef Slavík Vladimír Martinec | 9:2 (2:0, 3:2, 4:0) | Kanada Davidson Ken Berry | Sportovní hala Holešovice, Prag Zuschauer: 14.000 |

| 12. September 1979 | Schweden Bo Berglund Göran Lindblom Lennart Norberg | 3:4 (1:1, 1:2, 1:1) | Finnland Markku Kiimalainen (2) Jari Kurri Ismo Villa | Sportovní hala Holešovice, Prag |

| 13. September 1979 | Tschechoslowakei Peter Šťastný Vladimír Martinec Marián Šťastný Miroslav Dvořák | 4:6 (0:1, 4:2, 0:3) | UdSSR Boris Michailow Wladimir Luttschenko Alexander Jakuschew Sergei Makarow Alexander Golikow Wiktor Schluktow | Sportovní hala Holešovice, Prag Zuschauer: 14.500 |

| 13. September 1979 | Kanada Paul Reinhart (2) Doug Buchanan | 3:1 (1:1, 1:0, 1:0) | Finnland Mikko Leinonen | Sportovní hala Holešovice, Prag |

### Abschlusstabelle
| Platz | Mannschaft       | Spiele | S | U | N | T     | P |
| ----- | ---------------- | ------ | - | - | - | ----- | - |
|       | UdSSR            | 4      | 8 | 0 | 0 | 34:10 | 6 |
|       | Tschechoslowakei | 4      | 3 | 0 | 1 | 22:12 | 6 |
|       | Schweden         | 4      | 1 | 0 | 3 | 07:15 | 2 |
| 4.    | Kanada           | 4      | 1 | 0 | 3 | 08:27 | 2 |
| 5.    | Finnland         | 4      | 1 | 0 | 3 | 10:16 | 2 |

| Vergleich der Mannschaften um die Plätze 3–5 | Vergleich der Mannschaften um die Plätze 3–5 | Vergleich der Mannschaften um die Plätze 3–5 | Vergleich der Mannschaften um die Plätze 3–5 | Vergleich der Mannschaften um die Plätze 3–5 | Vergleich der Mannschaften um die Plätze 3–5 | Vergleich der Mannschaften um die Plätze 3–5 | Vergleich der Mannschaften um die Plätze 3–5 |
| Mannschaft                                   | Spiele                                       | S                                            | U                                            | N                                            | T                                            | P                                            |                                              |
| -------------------------------------------- | -------------------------------------------- | -------------------------------------------- | -------------------------------------------- | -------------------------------------------- | -------------------------------------------- | -------------------------------------------- | -------------------------------------------- |
| Schweden                                     | 2                                            | 1                                            | 0                                            | 1                                            | 5:4                                          | 2                                            |                                              |
| Kanada                                       | 2                                            | 1                                            | 0                                            | 1                                            | 3:3                                          | 2                                            |                                              |
| Finnland                                     | 2                                            | 1                                            | 0                                            | 1                                            | 5:6                                          | 2                                            |                                              |

### Auszeichnungen
Bester Scorer:  Alexander Golikow (7 Punkte, davon 2 Tore und 5 Vorlagen)

## 1981/82
Die Spiele um den Preis der Zeitung „Rudé Právo“ wurde diesmal über zwei Saisons vom 12. August 1981 bis zum 10. September 1982 in verschiedenen Orten in der Tschechoslowakei, Finnland und Schweden ausgetragen. Zunächst wurde eine Gruppenphase durchgeführt, danach wurden zwischen den beiden Erstplatzierten zwei Finalspiele ausgespielt.

### Gruppenspiele
| 12. August 1981 | Schweden Kent Nilsson | 1:2 (1:1, 0:0, 1:1) | UdSSR Sergei Kapustin Wiktor Schalimow | Stockholm |

| 14. August 1981 | Schweden Bengt Lundholm | 1:4 (1:0, 0:1, 0:3) | UdSSR Igor Larionow (2), Sergei Kapustin Nikolai Drosdezki | Göteborg |

| 17. August 1981 | Finnland Matti Hagman Raimo Hirvonen Markku Kiimalainen | 3:4 (1:0, 1:1, 1:3) | UdSSR Sergei Makarow Anatoli Malzew Nikolai Drosdezki Wiktor Schluktow | Tampere |

| 18. August 1981 | Finnland Arto Javanainen Tapio Levo | 2:5 (0:2, 1:0, 1:3) | UdSSR Andrei Chomutow Alexander Skworzow Helmuts Balderis Wiktor Schluktow Sergei Schepelew | Helsinki |

| 28. Oktober 1981 | Tschechoslowakei Dárius Rusnák (2) Jiří Lála Vincent Lukáč Milan Chalupa Jaroslav Korbela Stanislav Hajdůšek | 7:1 (2:0, 2:1, 3:0) | Finnland Ismo Villa | Teplice |

| 29. Oktober 1981 | Tschechoslowakei Dárius Rusnák (2) Jiří Lála Milan Chalupa Miloslav Hořava | 5:2 (2:0, 2:2, 1:0) | Finnland Håkan Hjerpe Jorma Sevon | Prag |

| 13. Dezember 1981 | Finnland | 3:3 (1:2, 2:0, 0:1)) | Schweden | Oulu |

| 3. Februar 1982 | Schweden Thomas Rundqvist (2) J. Eriksson (2) Mats Näslund Håkan Loob Tommy Själin | 7:1 (2:0, 2:0, 3:1) | Finnland Lasse Litma | Västerås |

| 13. Februar 1982 | Tschechoslowakei Milan Nový (2) Jaroslav Korbela | 3:6 (1:5, 1:0, 1:1) | UdSSR Sergei Makarow (2) Alexei Kassatonow (2) Alexander Koschewnikow Wladimir Kowin | Prag Zuschauer: 12.000 |

| 14. Februar 1982 | Tschechoslowakei Arnold Kadlec Jindřich Kokrment Jiří Dudáček | 3:5 (2:1, 0:2, 1:2) | UdSSR Sergei Kapustin Igor Larionow Wladimir Krutow Sergei Schepelew Sergei Makarow | Prag Zuschauer: 14.000 |

| 2. April 1982 | Tschechoslowakei Dárius Rusnák Dušan Pašek Igor Liba Pavel Richter | 4:4 (1:1, 3:1, 0:2) | Schweden Hasse Sjöö (2) Tommy Själin Göran Lindblom | Prag Zuschauer: 08.600 |

| 4. April 1982 | Tschechoslowakei Dárius Rusnák Peter Ihnačák František Černík Jindřich Kokrment | 4:1 (0:0, 1:0, 3:1) | Schweden Roger Hägglund | Hradec Králové |

### Abschlusstabelle
| Platz | Mannschaft       | Spiele | S | U | N | T     | P  |
| ----- | ---------------- | ------ | - | - | - | ----- | -- |
| 1     | UdSSR            | 6      | 6 | 0 | 0 | 26:13 | 12 |
| 2     | Tschechoslowakei | 6      | 3 | 1 | 2 | 26:19 | 7  |
| 3     | Schweden         | 6      | 1 | 2 | 3 | 17:18 | 4  |
| 4     | Finnland         | 6      | 0 | 1 | 5 | 12:31 | 1  |

### Finale
| 8. September 1982 | Tschechoslowakei Igor Liba Vladimír Růžička Dušan Pašek Vincent Lukáč | 4:7 (1:2, 3:3, 0:2) | UdSSR Anatoli Semjonow (2) Wladimir Krutow Wiktor Schalimow Igor Larionow Wjatscheslaw Bykow Nikolai Drosdezki | Bratislava Zuschauer: 10.000 |

| 10. September 1982 | Tschechoslowakei Vincent Lukáč Milan Chalupa | 2:4 (1:1, 1:2, 0:1) | UdSSR Alexander Koschewnikow Sergei Makarow Wladimir Krutow Waleri Wassiljew | Prag Zuschauer: 8.500 |

## 1982/83
Die 5. Austragung des Rudé Právo Cups fand vom 8. September 1982 bis 11. April 1983 statt.
| 8. September 1982 | Finnland Petri Skriko Raimo Summanen Arto Javanainen | 3:6 (1:2, 1:2, 1:2) | Schweden Bo Berglund (2) Roger Hägglund (2) Thom Eklund Jan Eriksson | Jyväskylä |

| 12. Dezember 1982 | Schweden Roland Eriksson Ove Olsson | 2:4 (0:0, 2:0, 0:4) | UdSSR Wjatscheslaw Fetissow (2) Alexander Skworzow Wladimir Krutow | Gävle |

| 13. Dezember 1982 | Schweden Claes-Henrik Silfver Mats Waltin Mats Ulander | 3:3 (2:0, 0:1, 1:2) | UdSSR Wladimir Krutow (2) Anatoli Malzew | Stockholm |

| 9. Februar 1983 | Finnland Raimo Summanen (2) Timo Susi | 3:3 (3:0, 0:2, 0:1) | UdSSR Wassili Perwuchin Helmuts Balderis Wjatscheslaw Bykow | Joensuu |

| 10. Februar 1983 | Finnland Timo Susi Pekka Rautakallio Raimo Summanen | 3:7 (1:2, 2:5, 0:0) | UdSSR Sergei Swetlow (3) Waleri Wassiljew Sinetula Biljaletdinow Wiktor Tjumenew Ilja Bjakin | Kouvola |

| 4. April 1983 | Tschechoslowakei Igor Liba (3) Vincent Lukáč (3) Oldrich Válek (2) Dárius Rusnák František Musil František Černý | 11:2 (4:0, 2:2, 5:0) | Schweden Håkan Södergren Peter Sundström | Olomouc Zuschauer: 06.500 |

| 5. April 1983 | Tschechoslowakei Dárius Rusnák Vladimír Caldr Karel Holý Jaroslav Korbela Martin Bakoš | 6:2 (0:1, 1:0, 5:1) | Schweden Roger Hägglund Lennart Johansson | Brno Zuschauer: 10.000 |

| 8. April 1983 | Schweden Jan Erixon (2) Thom Eklund | 3:1 (0:0, 1:0, 2:1) | Finnland Pekka Järvelä | Stockholm |

| 10. April 1983 | Tschechoslowakei Igor Liba (2) Arnold Kadlec (2) František Černík Dárius Rusnák Jiří Lála Vladimír Caldr František Černý | 9:6 (2:1, 4:4, 3:1) | Finnland Pekka Rautakallio (3) Petri Skriko Arto Javanainen Matti Hagman | Plzeň Zuschauer: 07.000 |

| 11. April 1983 | Tschechoslowakei Jiří Šejba (3) Jiří Dudáček (2) Vladimír Růžička (2) Karel Holý Petr Rosol | 9:2 (1:0, 3:1, 5:1) | Finnland Arto Javanainen (2) | Teplice Zuschauer: 05.000 |

| 6. September 1983 | Tschechoslowakei Ladislav Svozil Vincent Lukáč Vladimír Růžička | 3:5 (0:2, 3:2, 0:1) | UdSSR Sergei Makarow (2) Sergei Kapustin Wjatscheslaw Bykow Sergei Jaschin | Pardubice Zuschauer: 03.500 |

| 8. September 1983 | Tschechoslowakei Igor Liba Milan Chalupa Pavel Richter | 3:4 (0:2, 0:2, 3:0) | UdSSR Sergei Makarow (2) Igor Boldin Sinetula Biljaletdinow | Ostrava Zuschauer: 06.300 |

### Abschlusstabelle
| Platz | Mannschaft       | Spiele | S | U | N | T     | P  |
| ----- | ---------------- | ------ | - | - | - | ----- | -- |
|       | UdSSR            | 6      | 4 | 2 | 0 | 26:17 | 10 |
|       | Tschechoslowakei | 6      | 4 | 0 | 2 | 41:21 | 8  |
|       | Schweden         | 6      | 2 | 1 | 3 | 18:28 | 5  |
| 4.    | Finnland         | 6      | 0 | 1 | 5 | 18:37 | 1  |